# Heartbeat
A Heartbeat (magyarul: Szívverés) egy dal, amely Írországot képviselte a 2014-es Eurovíziós Dalfesztiválon, Koppenhágában. A dalt az ír Can-linn együttes és Kasey Smith adta elő angol nyelven.
A dal a 2014. február 28-án rendezett 5 fős ír nemzeti döntőben nyerte el az indulás jogát, ahol a zsűri és a nézői szavazatok együttesen alakították ki a végeredményt.
A dalt Koppenhágában először a május 8-i második elődöntőben adták elő, fellépési sorrendben kilencedikként a finn Softengine rockzenekar Something Better című dala után, és a belarusz TEO Cheesecake című dala előtt. A szavazás során 35 ponttal a 12. helyen végzett, így nem jutott tovább a döntőbe.